# Antonio Matteucci
Antonio Matteuci (Roma, 15 de março de 1802 - Roma, 9 de julho de 1866) foi um cardeal italiano do século XIX.

## Biografia
Nasceu em Fermo em 15 de março de 1802. De uma antiga família da nobreza provincial. O mais velho dos três filhos do Marquês Giulio Cesare Matteucci e sua esposa, Elisabetta Brancadoro. Os outros filhos foram Felice, vice-cônsul da França em Fermo e em Ascoli Piceno; e Giacomo. Sobrinho do cardeal Cesare Brancadoro (1801), por parte de mãe.
Ele decidiu entrar no estado eclesiástico.
Cônego coadjutor do capítulo da patriarcal basílica vaticana em 1820; titular em 1826. Vice-presidente do Circolo Popolare de Senigallia e comandante da Guarda Nacional local. Prelado doméstico de Sua Santidade em abril de 1829. Prelado referendário, 7 de maio de 1829. Juiz do Reverendo Fabrico da Basílica de São Pedro, 1829-1836. Relator da SC de Bom Governo, 1830. Primeiro assessor do tribunal do Governo , 1832-1835. Prelado adjunto da SC do Conselho Tridentino, 1833-1846. Relator da Sagrada Consulta, 1835. Economous e secretário da Reverenda Fábrica da Basílica de São Pedro, dezembro de 1836-janeiro de 1844. Prelado da SC da Fábrica da Basílica de São Pedro. Protonotário supranumerário apostólico. Secretário da Sagrada Consulta , 1844-março de 1853. Em 1847, redigiu um projeto para o estabelecimento de uma Consulta de Estado no contexto das reformas políticas desejadas pelo Papa Pio IX. Em 15 de abril de 1852, foi nomeado visitante apostólico da Arquiconfraria da Santa Casa di Loreto em Roma (mais tarde Pio Sodalizio dei Piceni). Diretor-geral da polícia, 8 de novembro de 1852 a 1865. Vice-camerlengo da Santa Igreja Romana e moderador supremo da segurança pública em Roma e em toda jurisdição pontifícia, de 15 de abril de 1853 a 1865 (1) . Presidente de uma comissão municipal encarregada do controle dos espetáculos, 1855.
Ordenado diácono.
Criado cardeal diácono no consistório de 22 de junho de 1866; recebeu o gorro vermelho e a diaconia de S. Giorgio em Velabro, em 25 de junho de 1866 (2) . Morreu antes de tomar posse de sua diaconia. Por causa de sua morte repentina, surgiram rumores de envenenamento.
Morreu em Roma em 9 de julho de 1866. Exposta na igreja de S. Salvatore em Lauro, Roma, onde se realizou o funeral a 12 de julho de 1866, com a participação do Papa Pio IX; e sepultado nessa mesma igreja